# Усе ламається
«Усе ламається» (швед. Nånting måste gå sönder) — шведський фільм-драма 2014 року, поставлений режисером Естер Мартіном Бергсмарком за романом Елі Левен Ви коріння, які сплять біля моїх ніг і тримають ґрунт на місці 2010 року. Прем'єра стрічки відбулася 24 січня 2014 році на Гетеборзькому міжнародному кінофестивалі. Фільм став лауреатом премії Сонячний зайчик на 44-му Київському міжнародному кінофестивалі Молодість (2014) та низки інших фестивальних нагород .

## Сюжет
Історія кохання двох молодих чоловіків — андрогінного Себастіана та гетеросексуального Андреаса. Разом вони кидають виклик вилощеному шведському «суспільству Ікеї». Це битва за любов, у якій Себастіан зрештою розуміє, що повинен відпустити Еллі, знайти в собі сили і не допустити, щоб його щастя залежало від когось іншого.

## У ролях
| Саґа Бекер      | ···· | Себастіан / Еллі               |
| Іґґі Мальмборґ  | ···· | Андреас                        |
| Шима Ньяварані  | ···· | Леа                            |
| Маттіас Олен    | ···· | Маттіас                        |
| Данієль Ністрем | ···· | брат Маттіаса                  |
| Еміль Алмен     | ···· | чоловік у барі                 |
| Аксель Петерсен | ···· | чоловік на дитячому майданчику |

## Знімальна група
- Автори сценарію — Елі Левен, Естер Мартін Бергсмарк
- Режисер-постановник — Естер Мартін Бергсмарк
- Продюсер — Анна-Марія Кантаріус
- Виконавчі продюсери — Ребекка Лафренз, Міммі Спанг
- Оператори — Лісабі Фріделл, Мінка Якерсон
- Монтаж — Естер Мартін Берґсмарк, Андреас Нільссон, Марлен Біллі Андреасен, Ганна Сторбі
- Підбір акторів — Алексі Карпентьєрі
- Художники-постановники — Алексі Карпентьєрі, Елін Маґнуссон

## Визнання
| Нагороди та номінації фільму «Усе ламається» | Нагороди та номінації фільму «Усе ламається»         | Нагороди та номінації фільму «Усе ламається»  | Нагороди та номінації фільму «Усе ламається» | Нагороди та номінації фільму «Усе ламається» | Нагороди та номінації фільму «Усе ламається» |
| Рік                                          | Кінофестиваль/кінопремія                             | Категорія/нагорода                            | Номінант                                     | Результат                                    |                                              |
| -------------------------------------------- | ---------------------------------------------------- | --------------------------------------------- | -------------------------------------------- | -------------------------------------------- | -------------------------------------------- |
| 2014                                         | Гетеборзький міжнародний кінофестиваль               | Приз Дракон за найкращий скандинавський фільм | Усе ламається                                | Номінація                                    |                                              |
| 2014                                         | Гетеборзький міжнародний кінофестиваль               | Грант Мая Зеттерлінга                         | Усе ламається                                | Перемога                                     |                                              |
| 2014                                         | Роттердамський міжнародний кінофестиваль             | Приз Тигр                                     | Усе ламається                                | Перемога                                     |                                              |
| 2014                                         | Camerimage                                           | Найкращий режисерський дебют                  | Естер Мартін Бергсмарк                       | Номінація                                    |                                              |
| 2014                                         | Camerimage                                           | Найкращий операторський дебют                 | Лісабі Фріделл, Мінка Якерсон                | Номінація                                    |                                              |
| 2014                                         | Міжнародний кінофестиваль у Чикаго                   | Срібний Г'юго за найкращий художній фільм     | Усе ламається                                | Перемога                                     |                                              |
| 2014                                         | Лісабонський міжнародний кінофестиваль квір-кіно     | Приз журі за найкращий художній фільм         | Усе ламається                                | Перемога                                     |                                              |
| 2014                                         | Європейський кінофестиваль у Севільї                 | Приз Ocaña                                    | Усе ламається                                | Перемога                                     |                                              |
| 2014                                         | 44-й Київський міжнародний кінофестиваль «Молодість» | Приз Сонячний зайчик                          | Усе ламається                                | Перемога                                     |                                              |
| 2015                                         | Премія «Золотий жук»                                 | Найкращий сценарій                            | Естер Мартін Бергсмарк, Елі Левен            | Номінація                                    |                                              |
| 2015                                         | Премія «Золотий жук»                                 | Найкраща акторка                              | Саґа Бекер                                   | Перемога                                     |                                              |